# 截河坝站
截河坝站位于甘肃省武威市截河坝村，是兰新铁路的一座火车站，等级为四等站，距兰州站328公里，距乌鲁木齐站1564公里，本站及相邻上下行区间均为电气化区段。本站仅办理货运，不办理客运业务。邮政编码为733015。